# Ořechov (Zlín)
Ořechov é uma comuna checa localizada na região de Zlín, distrito de Uherské Hradiště.